# کورنلیوس

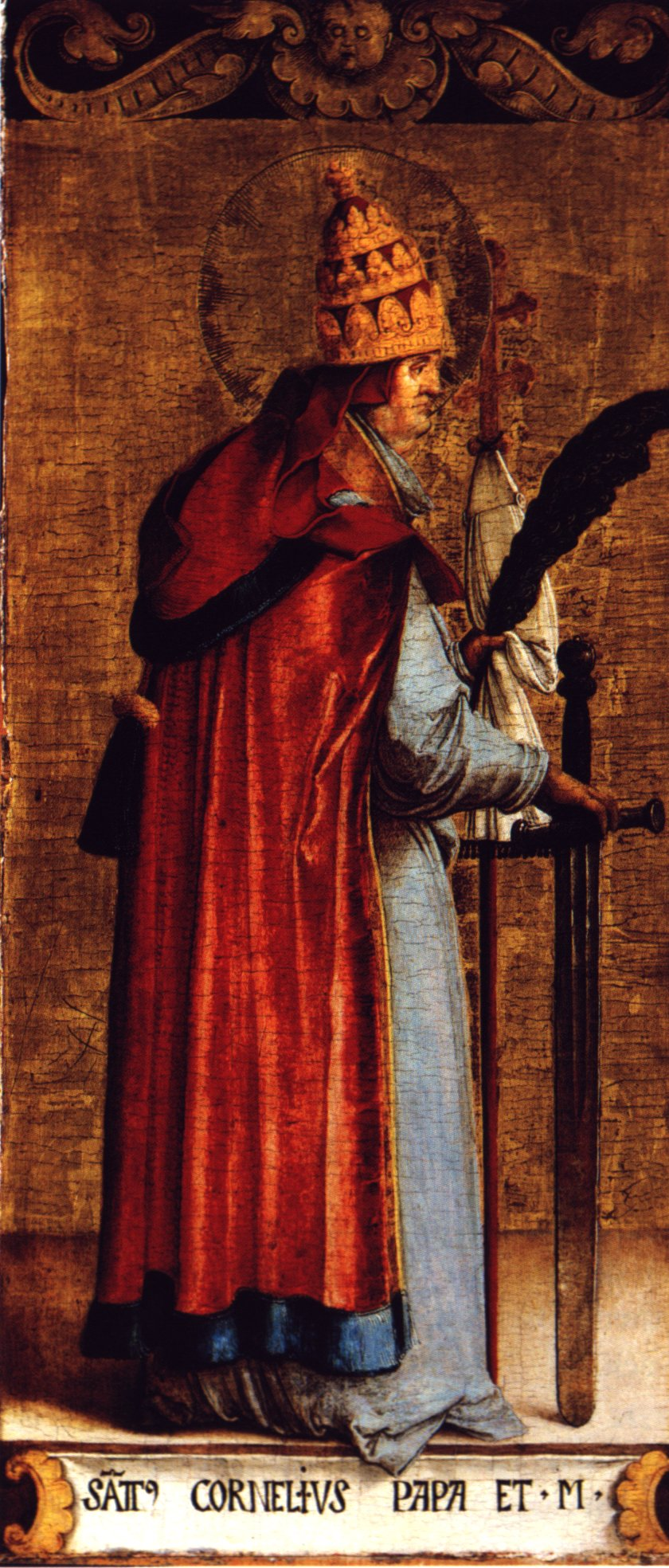

پاپ کورنلیوس (به انگلیسی: Pope Cornelius) یکی از پاپ‌های کلیسای کاتولیک رم بود که بین سال‌های ۲۵۰ تا ۲۵۳ میلادی پاپ بود.